# نقش بادانغ روكو

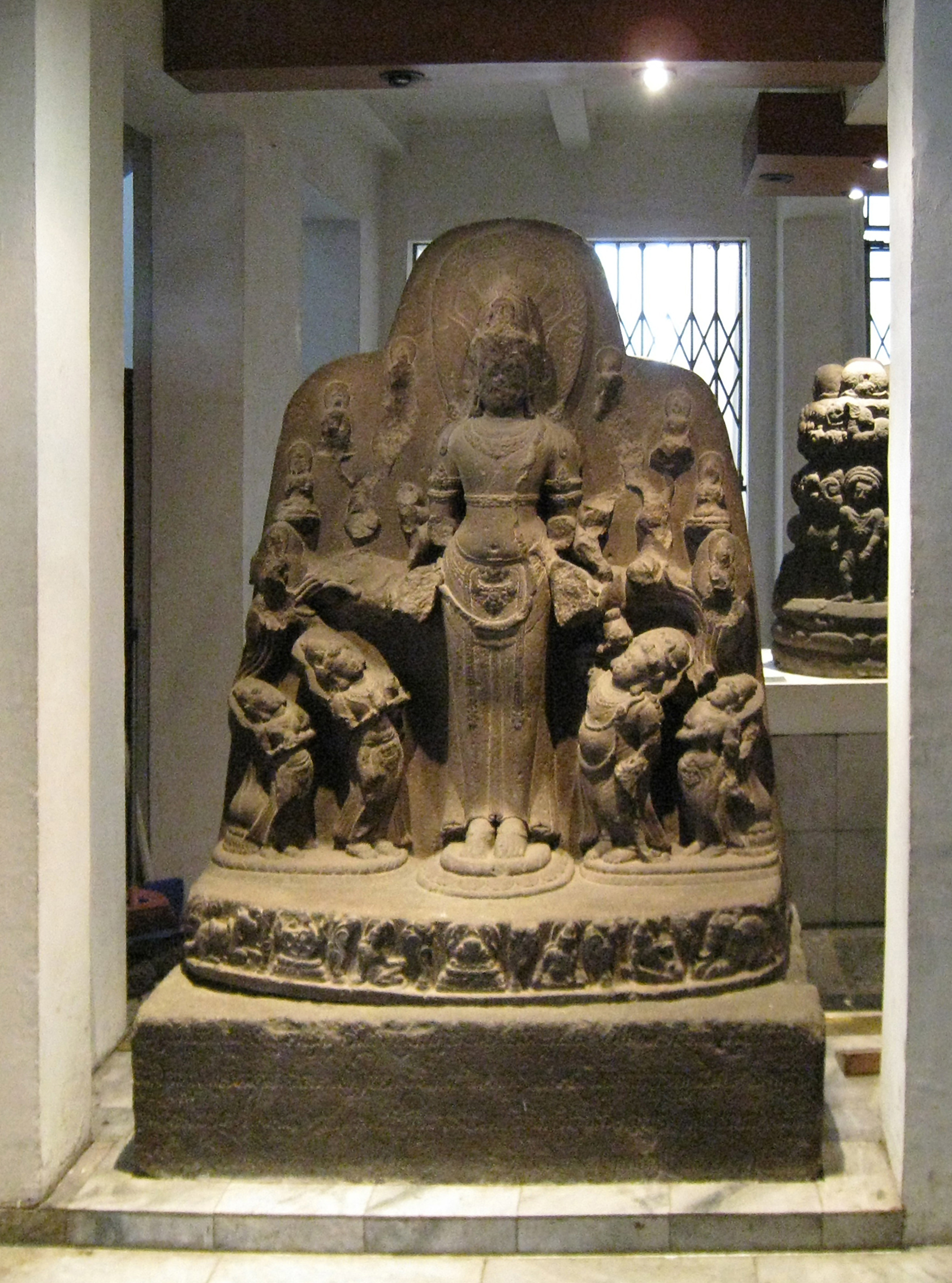
تمثال أموغاباسا أعلى النقش.

نقش بادانغ روكو (بالإندونيسية: Prasasti Padang Roco) هو نقش مؤرخ في 1286م، تم اكتشافه بالقرب من مصدر نهر باتانغاري، مجمع معبد بادانغروكو في سومطرة الغربية إندونيسيا.

## التسمية
تم تسمية النقش على اسم الموقع الذي تم اكتشافه وهو بادانغ روكو، وهي لغة مينانجكابو المحلية، تُرجمت إلى «ميدان التماثيل». بادانغ تعني «الحقل»، في حين أن روكو يعادل أركا أو مورتي، وهو صورة الآلهة البوذية الهندوسية.

## الوصف
تم اكتشاف النقش في عام 1911 بالقرب من مصدر نهر باتانغاري. تم نقش النقش على أربعة جوانب من الحجر المستطيل الشكل كقاعدة لنقش أموغاباسا. على الجانب الخلفي من التمثال المنقوش عليه نقش يسمى نقش أموغاباسا مؤرخ من فترة لاحقة وبالتحديد في 1347م. كانت النقوش محفورة بحروف جاوية قديمة، باستخدام لغتين (الملايو القديمة والسنسكريتية) (كروم 1912، 1916؛ موينز 1924؛ دان بيتونو 1966). تم تخزين النقش في المتحف الوطني لإندونيسيا في جاكرتا، برقم الجرد D.198-6468 (الجزء الأساسي أو جزء النقش) وD.198-6469 (جزء التمثال).

## الأصل
يرجع تاريخ النقش إلى 1208 ساكا أو 1286م، في نفس الفترة من مملكة سينجاساري في جاوا وميلايو دارمراسرايا في سومطرة. تقول النقوش أنه في عام 1208 ساكا، وبأمر من الملك كيرتانيغارا من سينجاساري، تم نقل تمثال لأموغابازي لوكشيفارا من بوميجاوا (جاوا) إلى سفارنابومي (سومطرة) ليتم تشييده في دارماسرايا. هذه الهدية جعلت شعب سفارنابومي يفرح، وخاصة ملكهم تريبهواناراجا موليوارمادوا.

## إضافة أديتياوارمان
في عام 1347 نقل الملك أديتياوارمان التمثال إلى شوارع رامبهان بالقرب من نهر لانغسات، مصدر نهر باتانغاري. وأضاف نقشًا محفورًا على الجانب الخلفي من التمثال، يشير هذا النقش إلى نقش أموغاباسا مؤرخ في 1347م. بينما تشير القاعدة المستطيلة إلى أن نقش بادانغ روكو وظل في منطقة بادانغ روكو.